# Harlan Ross Feltus
Harlan Ross Feltus (* 24. Dezember 1939 in Monrovia, Kalifornien; † 18. Januar 2003 in Miami) war ein US-amerikanischer Fotograf.
Als US-amerikanischer Soldat kam Feltus nach Heidelberg.
Bekannt wurde Feltus hauptsächlich durch Kinderporträts, er galt als Deutschlands bekanntester Kinderfotograf. Seine Fotoarbeiten erschienen im Stern, Sunday Times Magazine, People und im International Syndications. Von ihm gestaltete Kalender wurden von UNICEF, Verkerke, dem Lübbe-Verlag und zahlreichen weiteren namhaften Verlagen herausgegeben.
Feltus arbeitete auch als Werbefotograf und fotografierte für Werbekampagnen verschiedener Unternehmen und Produkte, wie zum Beispiel für Henkel, Colgate-Palmolive, Horten, Ford, Steiff, Miele oder Rodenstock.
Bis kurz vor seinem Tod übte er seinen Beruf in Düsseldorf aus. Am 18. Januar 2003 starb er in Miami an Prostatakrebs. Aus der Ehe mit seiner Frau Ursula ging Barbara Feltus hervor, die von 1993 bis 2001 mit dem früheren Tennisspieler Boris Becker verheiratet war.